# كريستوفر إينز
كريستوفر إينز هو مختص في الدراسات المسرحية ‏ كندي، ولد في 6 أكتوبر 1941 في ليفربول في المملكة المتحدة، وتوفي في 19 يونيو 2017.